# コルムオンライン
コルムオンラインは、韓国で展開されているRPG「コルム」を元にネットクルーが開発したMMORPGで、ダンジョンでの戦闘や探索に重点が置かれたシステムが特徴。韓国では2003年5月よりサービスが開催され、会員数は約110万人を超えたこともあった。日本はβサービス時に最高11万人の登録数を獲得したこともあった。
対人戦においては攻城戦、PvP(プレイヤーvs.プレイヤー)、ギルドバトル、PK（プレイヤーキル）などが実装されており、楽しみ方は人それぞれである。
ゲーム内は初心者にもわかりやすいようにチュートリアルクエスト等が多数用意されているが、時間の無駄になるクエストも多々あって実際はやっていない人もいる。

## 歴史
- 2003年11月18日 - テスター会員専用クライアント配布
- 2003年11月20日 - 一般会員クライアント配布
- 2003年11月20日 - テスター・一般クローズβテストサービス開始（サーバー稼働時間はメンテ以外毎日15：00～深夜3：00までの12時間）
- 2003年12月10日 - クローズβオープンテストサービス24時間オープン
- 2003年12月19日 - クローズβオープンテストサービス終了
- 2003年12月30日 - 一次オープンβクライアント配布
- 2004年1月1日 - 一次オープンβテストサービス開始（サーバー稼働時間はメンテ以外毎日24時間）
- 2004年2月4日 - 不滅のアメリタットドラゴンアップデート（一次テスト用）
- 2004年6月25日 - 一次オープンβテストサービス終了（終了後キャラクターデータは全て消去された）キャラワイプについて
- 2004年7月1日 - 二次オープンβテストサービス開始（サーバー稼働時間はメンテ以外毎日24時間）
- 2004年11月1日 - 正式サービス開始（二次オープンβのキャラデータはそのまま正式サービスのデータに反映）
- 2004年11月1日 -（有料）マイレージシステム追加（現金1円＝マイレージ10point換算）
- 2004年11月18日 - 不具合のためイベントダンジョン（生存、修練）閉鎖
- 2004年12月1日から、2013年3月27日まで - イメージキャラクターにタレント 平田裕香 さん起用、ファッションコンテストなども開催
- 2004年12月6日 -「コルムコレクション」開催期間延長と「平田裕香 特別賞」追加
- 2006年8月30日 - イベントダンジョンの不具合修正及び実装（名称：修練ダンジョン⇒修練の砦I～IV）
- 2006年9月13日 - イベントダンジョンの不具合修正及び実装（名称：生存ダンジョン⇒試練の部屋I～IV）
- 2013年3月27日(水) - メンテナンスをもってサービスを終了。

## アップデート内容
- 2005年2月23日 - 実施忘却の大陸アップデート
  - 忘却の大陸追従者の塔、シハ、ルワノプ、ドラゴンの聖地
  - イルノト、ロゼノフ、バノン、ロナヘェ、アクアンエビリス、灯台マップの実装
  - ガーディアン（以降GD）、パーティー（以降PT）機能の補強
  - ギルドバトル、トランク（鞄、バッグ）の実装
    - ※5G装備は次期アップデートまで延期になった。

- 2005年4月06日 - 実施コルム大陸にもポッカポカの春が到来アップデート
  - イダー村、ルディロス村、初心者ダンジョンのマップとモンスターのリニューアル
  - クラススキルのエフェクトリニューアル
  - GD専用スキル本、5G武具、ギルドバトルランキングの実装
  - GD関連、チャット機能の調整
  - ゲーム内ローディング画面イメージ変更
    - ※2005年4月26日にも5G武具がアップデートされた。

- 2005年6月1日 - 実施ホーンプレータの襲撃アップデート
  - 一次クエスト実装
  - グループモンスター（以降PIT）の実装
  - ボスモンスターのドロップアイテムや攻撃ダメージなどのバランス調整
  - 一部ダンジョンオブジェクト、キャラクタースキルの調整

- 2005年7月20日 - 実施Novatus Corum1~3次アップデート
  - 1次アップデート内容
  - 新クラスアークスの追加
  - アークス装備、クラススキルの追加
  - 二次クエスト追加
  - ワールドマップ、キャラクター選択画面リニューアル変更
  - 2005年8月3日に実施予定Novatus Corum2次アップデート
  - 2005年8月17日に実施予定Novatus Corum3次アップデート

※2次、3次アップデートは不具合のため後日、実装ということで延期になった。
- 2005年11月30日 - 実施 Novatus Corum（2次、3次）アップデート
  - アークス装備、クラススキルの追加
  - 水中ダンジョンの名称変更
  - （通路ダンジョンのアクアンエビリスはロゼノフになり、アクアンエビリスはレアダンジョンになった。）
  - 三次クエスト追加
  - 新マップアルマンシア大陸追加（アルマンシア村）
  - PITのデススト、灯台のボスモンスターのステータス、スキル頻等能力値を上方調整
  - 全クラススキル調整
  - ガーディアンスキル調整
  - パーティーボーナス能力値調実装
  - ミニワールドマップ実装
  - イルノト村の倉庫NPC追加

- 2006年10月11日 - 実施Gloria Eterna 1次アップデート
  - PKカルマシステムの実装
  - ルディロス村のリニューアル
  - ローディングイラストの変更
  - イダー村のキャラクター出現位置変更

- 2007年3月28日 - 実施Gloria Etrna 2次アップデート
  - サーババトル実装
  - チュートリアルクエスト34種実装
  - ゲーム内ミニゲームシステム実装
  - 初心者ダンジョン（チェシュカ、アラウト）リニューアル
  - ワールドマップ視点変更機能実装
  - ルディロス村外のワールドマップからスタートする様に変更
  - 新規キャラクター作成時に無条件でルディロス村外のワールドマップからスタートに変更

- 2009年7月
  - 新クラスアルギス実装
  - アルギス装備、クラススキルの追加

## 内容
ゲーム内の詳細設定やマップは全く同じだがまとめるとこのようになる

### サーバー状況
- アルカディアサーバー：人は多く相場は高い。高レベルユーザーが多数いて初心者には苦しい。
- エルランドサーバー：人はやや多く相場はアルカディアより気持ち低い。現在では高レベルユーザーが多い。
- ニルヴァーナサーバー：人はやや多く上記よりも後に追加されたが相場の違いはあまりない。
- マルセンサーバー：2007年11月に追加されたサーバー。他のサーバーよりかなり遅れて実装されたためか人が少ない。

### クラスの種類
- ファイター（FT）：STR、DEX、VITを主に上げていく接近職でプレイヤーの育成や操作によって多種多様な殴り職。OD使用や物理抵抗値が最高95%まであがる為、一番HPや防御が高い。
- レンジャー（レン）：STR、DEX、VITを主に上げていく接近職で火力やプレイヤーの操作能力が勝負な殴り職業。ファイターとは異なり自分の姿を隠したり毒スキルを発動するなど妨害スキルを与える事ができる。元素抵抗値が最高90%も特徴
- プリースト（プリ）：支援、殴り、その間のバランスの3属性に分かれる。INTとVITを主に振る支援キャラで他の職のサポートを行う。
- サマナー（サマナ）：エレメンタルを召喚し、操作次第では装備に気にしないでレベルあげができる。クラススキル95レベで覚えるサモンアクセレーター（サモアク）が仲間にもかけられるのでプリーストの良い支援とサモアクのセットがあればかなり良い組み合わせになる。
- ソーサレス（ソサ）：強力な必中遠距離範囲スキルを発動するスキル職。防具が装備で上がりづらいので装備に苦労するが、攻城戦のガーディアン等でラストアタック（LA）を取りやすい。タイミング勝負の職業。
- アークス（AC）：弓を持った職業で対人戦に特化されている職業。しかし操作性に高度な慣れが必要でレベルあげは一番不利だと思われる。育成が大変なので初心者には難しいと思われる。
- アルギス（アルギス）：強化可能の装備がドロップのみ。ガーディアン依存狩り及び狩り用スキルがないため、人口が限りなく少ない。高レベルで取れるスキルも運営のミスによりバランスブレイカーとなっており、バトルダンジョンでその姿を見たら殆どのユーザーが萎える職業。

## ゲーム内の主な小ネタとゲーム上の注意点
- ボスにダークネスを使用するとボスが攻撃してこない
- 今のコルムオンラインは複製の摘発に強化しているため、RMTや装備の受け渡しを行うときはフリーマーケット機能を利用すれば物品の売買とみなされ、アイテムの移動にはならない。

つまり村でこのような露店があった場合はRMTキャラの可能性が高い。
- 運営会社に直接電話をすると業務妨害でアカウントの停止をされる恐れがあるので、クレジットカード、プロバイダ決算等のマイレージポイント購入時の緊急連絡にのみ利用すること。
- アカウント一時停止、永久停止中にゲーム内にログインする時は「IDかPWが間違っています。」と表示されます。
- アカウント一時停止、永久停止中に公式サイトにログインする時は「IDやパスワードが間違っています。もう一度正確に入力してください。」と表示されます。

## コルムオンラインの主な欠点や過去のミス
- 1日に数分毎にサーバーダウンが発生。または長時間にわたるサーバーダウン。
- PTを結成すると経験値が獲得されない不具合が長期間無告知で放置。
- 個人露店を出したときに他人から露店が見えないことがあるという致命的なバグを長期にわたり放置。
- 複製にて大金を獲得した者を放置。（一部は警告またはアカウント永久停止）
- 経験値2倍イベントを実施したら運営チームのミスで経験値獲得量が101倍に設定されてしまい、数年間で得た経験値が15分で追いついてしまった人もいた。しかも巻き戻しはなかった。
- 詐欺などの非マナーユーザーの摘発や不具合報告に対応してくれない。
  - メールサポートが遅く、場合によっては1年以上返信に時間がかかることがある。
  - アイテムやゲーム内通貨の消失が度々発生する。
- レベルアップが100数レベルを超えるとなかなか上がりづらくなる。（急に必要経験値が多くなる）
- 高レベルユーザーの狩り場が常時に不足している。
- ミディアムスキルフォーマッター（キャラクターレベルの半分がスキル初期化されるアイテム）でゲームプログラムの不具合により、下級スキルを取得しなくても最初から上級スキルに振れる効果になってしまった。（運営チームは自主申告で修正を行ったが、今もその不具合を悪用してゲームプレイを行っている者もいる。）
- スキルまたはステータス初期化が2000円等マイレージアイテムの価格が高く、無料ユーザーとの格差が他ゲームより広がっている。（インフレやキャラの強さ等）
- 廃人ユーザーのみが活躍していて、イベントダンジョンや攻城戦のダンジョンにレベル制限をしてもサブキャラクターにガーディアンや強力装備を着用して参加している人が多いため無意味な状態となっている。
- GMがあまりゲーム内を巡回しておらず、公式イベントはマイレージイベントが多く初心者が参加しづらくなっている。
- 5万一口で装備が当たる超集金イベント
- おさまらないハッキング被害。これはユーザーに訴えられてもおかしくないレベル。何の対処も出来ず。
- イベントの9割が課金イベント
- GMまでもがハッキング被害に遭う。公式サイトのSS掲示板に被害の様子が投稿されたが、運営によって削除された。
- ハッキングの復旧までに3、4ヶ月待たされた挙句、復旧しませんといわれるユーザーが多くいる為全鯖の人口が急激に減ってしまっている状況。
- ユーザーのアイテムをなんの説明もなくいきなり回収し、その後の対応は一切なし。もはや詐欺ともとれる運営。ユーザー減少が急速に進展している。またハッキング被害に関しても、やはり運営側に責任がないと主張。対応策を提示するが一切効果なし。
- アルギスのスキル「ブラッディーインフェルノ」を使用した状態のレンジャースキル「チャクライクスプロージョン」が異常なダメージを発揮する(3500000～40000000等)。このスキルにより、バトルダンジョンの過疎化が急激に進行(スキル使用を自重しない心無いユーザーが一部存在する為、現在進行中)。
- 課金金額により、①一般会員、②シルバー会員、③ゴールド会員、④プラチナ会員と４つのランクにわかれている。①②③の会員については、名前だけの会員なのだが、④のプラチナ会員になると、ハック被害を受けても早くて数分から１日かからずに復旧されるというVIP待遇を受けることができる。ただし、プラチナ会員になるには課金額だけでなく、プレイ年数等がかかわってくるので、一部の古参プレイヤーしかなることができないだろう。
- プラチナ会員専用窓口ができ、サポートの内容は、①アイテム消失サポート　②名誉の勲章復旧申請　③不正アクセス復旧申請　④規約違反者申告　⑤　マイレージ/商品　⑦ユーザ意見　などである、サポート時間10時-19時（土日祝除く）
- 一時期、ハック被害を減らすための策として、トレードで４Gカルツを移動させると、自動的にBANや垢停止をくらうシステムが入ったことにより、一部のユーザが罠にかかってしまった。4.2G以上の取引ができないというのが欠点である。

## 運営の移管
2009年2月10日、コルムオンラインの開発元であるCORUM NETは韓国NDOORS Corporationに開発事業及びパブリッシング権利を譲渡したことを発表。
発表後もGMO Gamesが引き続き運営をしてきたが、2009年11月16日にNDOORS Corporationへ運営移管することが発表された。
GMO Gamesによる運営は2009年12月31日に終了されることとなる（サポートは11月30日で終了）。
2009年11月17日、韓国NDOORS Corporationの日本法人であるエヌドアーズエンターテインメントが日本国内におけるパブリッシング契約を締結したことを発表し、2010年1月にサービス開始した。
2010年12月15日、エヌドアーズエンターテイメントがネクソンと合併し、子会社となったことで運営がネクソンに移管される。

## 過去人気があったイベント
- ボスモンスターの襲来！イベント
  - 襲来イベントページへ
  - 再来イベントページへ

PKダンジョンを除く初心者ダンジョン、通路ダンジョン、非占領ダンジョン、村の全てにランダムで様々なボスが出現する。村の場合は物理攻撃で倒すことになるが、ボスを倒すとレアアイテムがドロップした。
- 経験値2倍アイテム配布イベント
  - 時間指定で2倍にするとサーバーに過度な負担がかかりサーバーダウンの原因になる。経験値2倍になる前から狩り場争いが発生し、2倍の時間になっても狩りができないで終わる人が多数いたのがこのアイテム配布で解決させた。
- コルムの日イベント
  - 毎月最終金曜日から日曜日まで開催されるコルムの日イベント。イベント期間中の48時間は複数のイベントが発生する。
- コルムオンライン史上最大のイベント。賞金総額1000万円コルムオンラインチャンピオンシップ2005～英雄よ、いざ大陸の頂点へ～イベントページへ
  - 現金1000万円分の賞金や賞品をかけたイベント。個人戦（P v P）か団体戦（GB）で勝敗を決めていくトーナメント方式。事前エントリーから賞金最終支給まで8ヶ月の時間があったが、その期間中運営チームのイベント告知が常時報告されていたので批判はなかった。